# Orthiopteris
Orthiopteris , rod papratnjča smješten u porodicu Saccolomataceae, dio je reda osladolike.  Postoje devet vrsta  iz zapadnog Pacifika i tropske Azije (8 vrsta) i jedna Madagaskara

## Vrste
1. Orthiopteris acuminata (Rosenst.) Copel.
2. Orthiopteris campylura (Kunze) Copel.
3. Orthiopteris cicutarioides (Baker) Copel.
4. Orthiopteris ferulacea (T.Moore) Copel.
5. Orthiopteris firma (Kuhn) Brownlie
6. Orthiopteris henriettae (Baker) Copel.
7. Orthiopteris samoensis Hovenk. & T.T.Luong
8. Orthiopteris tenuis (Brack.) Brownlie
9. Orthiopteris trichophylla Copel.

## Sinonimi
- Ithycaulon Copel.
- Neuropteris Desv.
- Parasaccoloma Keyserl.

## Vanjske poveznice
|  | Zajednički poslužitelj ima još gradiva o temi Orthiopteris |
|  | Wikivrste imaju podatke o taksonu Orthiopteris             |